# コンスタンティノープル大学
コスタンティノープル大学（University of Constantinople、別名Pandidakterion (Πανδιδακτήριον)、　University of the palace hall of Magnaura (Πανδιδακτήριον της Μαγναύρας）、　は、テオドシウス2世が西暦425年にローマ・ビザンツ帝国に開設し、15世紀まで運営されていた教育機関・大学。　　同時代には、アンティオキア、アレクサンドリアでも類似教育機関が存在した

## 学部
医学、哲学、法学、算数、幾何学、天文学、音楽学、修辞学、ラテン語、ギリシャ語

## 年表
- 西暦425年、Pandidakterion (Πανδιδακτήριον) 開設
- 9世紀、School of Magnaura 開設
- 1204年の第4次十字軍遠征時から衰退
- 1453年、コンスタンティノープルの陥落と共に廃止
- メフメト2世により改めて開設

## 教員
- フォティオス1世 (コンスタンディヌーポリ総主教) 　：科目 ギリシャ哲学
- Saint Constantine-Cyril
- 聖マクシモス
- ミカエル・プセルロス

## 学生
- シメオン1世[4]